# Hypomolis peruvianus
Hypomolis peruvianus là một loài bướm đêm thuộc phân họ Arctiinae, họ Erebidae.